# عثمان الشبراوي
الشيخ عثمان الشبراوي (12 أكتوبر 1946 - 2003) قارئ قرآن مصري ويعد أحد أعلام هذا المجال البارزين، من مواليد قرية البيروم، فاقوس، محافظة الشرقية.

## مولده و نشأته
وُلد الشيخ عثمان الشبراوي  يوم 12 أكتوبر 1946م في قرية البيروم مركز فاقوس بمحافظة الشرقية بمصر .
حفظ الشيخ الشبراوي  القرآن الكريم وتعلم أحكامه وقراءاته المختلفة وهو في سن العاشرة من عمره علي يد والده الشيخ الشبراوي  تعالي والذي كان من الرعيل الأول في تعليم القرآن الكريم للناس بالقرية. التحق الشيخ عثمان الشبراوي بمعهد فاقوس الديني ثم التحق بدار المعلمين بفاقوس وعمل مدرسًا بوزارة التربية والتعليم حتى ترقي إلي موجه عام للغة العربية والتربية الدينية .

## التحاقه بالإذاعة
التحق الشيخ عثمان الشبراوي بإذاعة القرآن الكريم والبرنامج العام بمصر في عام 1980م، وقد نال إعجاب لجنة الاختبار بالإذاعة المصرية لتلاوته الجميلة الصحيحة داخل الأستوديو مع مجموعة أخرى من القراء في مصر. وقد كان عضو كبير في نقابة قراء القرآن الكريم بالشرقية .

## رحلاته إلي الخارج
كان الشيخ الشبراوي سفير لمصر وللإذاعة المصرية في دول كثيرة في سهرات رمضانية عديدة فقد سافر إلي دول المغرب والجزائر والسودان وتونس وإيران وزامبيا وجزر القمر والصومال وإسبانيا وهولندا والبرازيل والعراق والولايات المتحدة الأمريكية والأردن ونيجيريا وماليزيا وقد زار دولة فلسطين عام 1988 م وقرأ بالمسجد الآقصي وقد أعجب به الناس هناك وقام الشيخ عكرمة صبري بتكريمه ومنحه شهادة تقدير لعلمه وقراءته للقرآن الكريم .

## قالوا عن الشيخ!
من أقوال أهل التلاوة في الشيخ عثمان الشبراوي بعد وفاته:
قال الشيخ أبو العينين شعيشع - نقيب القراء الراحل -  :(أن الشيخ الشبراوي كان قمة في أداء التلاوة حلو الصوت متواضع كريم ).
وقال الشيخ أحمد أبو المعاطي: ( أن الشيخ الشبراوي صاحب أداء عالي في تلاوة القرآن الكريم وصاحب صوت خاشع ولسان ذاكر ووجه بشوش مع الناس وأستاذ كبير في التلاوة وبالتربية والتعليم في مصر )

## تلاواته النادرة
الشيخ عثمان الشبراوي  تعالي له شرائط كثيرة متنوعة في الإذاعة المصرية، فله حفلات قرآنية سجلت له في أمسيات دينية في كثير من المحافظات المصرية والعربية وله شرائط نادرة عند كثير من عشاقه من المحبين لسماع تلاوته في القاهرة والشرقية والمحافظات الأخرى وكذلك له شرائط مسجلة من قرآن الفجر والجمعة في المساجد المصرية و هي موجودة عند محبيه في كل مكان .. و مِن تلاواته تسمتعون إلي :
- - تسجيلات إذاعية
  - حفلات خارجية نادرة

## وفاته
توفي الشيخ الإذاعي عثمان الشبراوي في شهر رمضان عام 1424 هـ، الموافق عام 2003م عن عمر يناهز 56 عاماً، وهو يقرأ قرآن الفجر من مسجد السيدة نفيسه رضي الله عنها وأرضاها على الهواء مباشرة فكان يقرأ من سورة العنكبوت حيث صعدت روحه إلى بارئها وهو يقرأ قول الله تعالى: (( فَآمَنَ لَهُ لُوطٌ وَقَالَ إِنِّي مُهَاجِرٌ إِلَىٰ رَبِّي إِنَّهُ هُوَ الْعَزِيزُ الْحَكِيمُ (26) )) (العنكبوت)
رحم الله الشيخ رحمة واسعة وأسكنه فسيح جناته وجعله من أهل الجنة من الأبرار إن شاء الله رب العالمين .